# Stamboom Christiaan van Waldeck-Wildungen
Dit is de stamboom van graaf Christiaan van Waldeck-Wildungen (1585–1637).
| Stamboom Christiaan van Waldeck-Wildungen (1585–1637) | Stamboom Christiaan van Waldeck-Wildungen (1585–1637)                                                                                           | Stamboom Christiaan van Waldeck-Wildungen (1585–1637)                                                                        | Stamboom Christiaan van Waldeck-Wildungen (1585–1637) | Stamboom Christiaan van Waldeck-Wildungen (1585–1637) | Stamboom Christiaan van Waldeck-Wildungen (1585–1637) | Stamboom Christiaan van Waldeck-Wildungen (1585–1637)                                                                        | Stamboom Christiaan van Waldeck-Wildungen (1585–1637) | Stamboom Christiaan van Waldeck-Wildungen (1585–1637) | Stamboom Christiaan van Waldeck-Wildungen (1585–1637) | Stamboom Christiaan van Waldeck-Wildungen (1585–1637) | Stamboom Christiaan van Waldeck-Wildungen (1585–1637)                                                         | Stamboom Christiaan van Waldeck-Wildungen (1585–1637) | Stamboom Christiaan van Waldeck-Wildungen (1585–1637)                                      | Stamboom Christiaan van Waldeck-Wildungen (1585–1637)                                      | Stamboom Christiaan van Waldeck-Wildungen (1585–1637) | Stamboom Christiaan van Waldeck-Wildungen (1585–1637)                                      |
| ----------------------------------------------------- | --- | --- | --- | --- | --- | --- | --- | --- | --- | --- | --- | --- | ------------------------------------------------------------------------------------------ | ------------------------------------------------------------------------------------------ | --- | ------------------------------------------------------------------------------------------ |
| Betovergrootouders                                    | Filips II van Waldeck-Eisenberg (1452/53–1524) ⚭ 1481 Catharina van Solms-Lich (?–1492)                                                         | Filips II van Waldeck-Eisenberg (1452/53–1524) ⚭ 1481 Catharina van Solms-Lich (?–1492)                                      | Otto IV van Hoya (1425–1497) ⚭ Anna van Lippe (1452–1533) | Otto IV van Hoya (1425–1497) ⚭ Anna van Lippe (1452–1533) | Günther XXXIX van Schwarzburg-Blankenburg (1455–1531) ⚭ 1493 Amalia van Mansfeld (1473–1517) | Günther XXXIX van Schwarzburg-Blankenburg (1455–1531) ⚭ 1493 Amalia van Mansfeld (1473–1517)                                 | Willem VI van Henneberg-Schleusingen (1478–1559) ⚭ Anastasia van Brandenburg (1478–1557) | Willem VI van Henneberg-Schleusingen (1478–1559) ⚭ Anastasia van Brandenburg (1478–1557) | Burchard van Barby en Mühlingen (1454–1505) ⚭ 1482 Magdalena van Mecklenburg (?–1532) | Burchard van Barby en Mühlingen (1454–1505) ⚭ 1482 Magdalena van Mecklenburg (?–1532) | Gebhard VII van Mansfeld-Hinterort (1478–1558) ⚭ 1510 Margaretha van Gleichen (ca. 1495–1567)                 | Gebhard VII van Mansfeld-Hinterort (1478–1558) ⚭ 1510 Margaretha van Gleichen (ca. 1495–1567) | Ernst van Anhalt-Zerbst (?–1516) ⚭ 1494 Margaretha van Münsterberg (1473–1530)             | Ernst van Anhalt-Zerbst (?–1516) ⚭ 1494 Margaretha van Münsterberg (1473–1530)             | Joachim I Nestor van Brandenburg (1484–1535) ⚭ 1502 Elisabeth van Denemarken (1485–1555)                                                                        | Joachim I Nestor van Brandenburg (1484–1535) ⚭ 1502 Elisabeth van Denemarken (1485–1555)   |
| Overgrootouders                                       | Filips III van Waldeck-Eisenberg (1486–1539) ⚭ 1503 Adelheid van Hoya (1475–1513)                                                               | Filips III van Waldeck-Eisenberg (1486–1539) ⚭ 1503 Adelheid van Hoya (1475–1513)                                            | Filips III van Waldeck-Eisenberg (1486–1539) ⚭ 1503 Adelheid van Hoya (1475–1513) | Filips III van Waldeck-Eisenberg (1486–1539) ⚭ 1503 Adelheid van Hoya (1475–1513) | Hendrik XXXII van Schwarzburg-Blankenburg (1499–1538) ⚭ 1524 Catharina van Henneberg-Schleusingen (1508–1567) | Hendrik XXXII van Schwarzburg-Blankenburg (1499–1538) ⚭ 1524 Catharina van Henneberg-Schleusingen (1508–1567)                | Hendrik XXXII van Schwarzburg-Blankenburg (1499–1538) ⚭ 1524 Catharina van Henneberg-Schleusingen (1508–1567) | Hendrik XXXII van Schwarzburg-Blankenburg (1499–1538) ⚭ 1524 Catharina van Henneberg-Schleusingen (1508–1567) | Wolfgang van Barby en Mühlingen (1502–1564) ⚭ 1526 Agnes van Mansfeld-Hinterort (1511–1558) | Wolfgang van Barby en Mühlingen (1502–1564) ⚭ 1526 Agnes van Mansfeld-Hinterort (1511–1558) | Wolfgang van Barby en Mühlingen (1502–1564) ⚭ 1526 Agnes van Mansfeld-Hinterort (1511–1558)                   | Wolfgang van Barby en Mühlingen (1502–1564) ⚭ 1526 Agnes van Mansfeld-Hinterort (1511–1558) | Johan II van Anhalt-Zerbst (1504–1551) ⚭ 1534 Margaretha van Brandenburg (1511–1577)       | Johan II van Anhalt-Zerbst (1504–1551) ⚭ 1534 Margaretha van Brandenburg (1511–1577)       | Johan II van Anhalt-Zerbst (1504–1551) ⚭ 1534 Margaretha van Brandenburg (1511–1577)                                                                            | Johan II van Anhalt-Zerbst (1504–1551) ⚭ 1534 Margaretha van Brandenburg (1511–1577)       |
| Grootouders                                           | Wolraad II ‘de Geleerde’ van Waldeck-Eisenberg (1509–1578) ⚭ 1546 Anastasia Günthera van Schwarzburg-Blankenburg (1526–1570)                    | Wolraad II ‘de Geleerde’ van Waldeck-Eisenberg (1509–1578) ⚭ 1546 Anastasia Günthera van Schwarzburg-Blankenburg (1526–1570) | Wolraad II ‘de Geleerde’ van Waldeck-Eisenberg (1509–1578) ⚭ 1546 Anastasia Günthera van Schwarzburg-Blankenburg (1526–1570) | Wolraad II ‘de Geleerde’ van Waldeck-Eisenberg (1509–1578) ⚭ 1546 Anastasia Günthera van Schwarzburg-Blankenburg (1526–1570) | Wolraad II ‘de Geleerde’ van Waldeck-Eisenberg (1509–1578) ⚭ 1546 Anastasia Günthera van Schwarzburg-Blankenburg (1526–1570) | Wolraad II ‘de Geleerde’ van Waldeck-Eisenberg (1509–1578) ⚭ 1546 Anastasia Günthera van Schwarzburg-Blankenburg (1526–1570) | Wolraad II ‘de Geleerde’ van Waldeck-Eisenberg (1509–1578) ⚭ 1546 Anastasia Günthera van Schwarzburg-Blankenburg (1526–1570)                                                                                                   | Wolraad II ‘de Geleerde’ van Waldeck-Eisenberg (1509–1578) ⚭ 1546 Anastasia Günthera van Schwarzburg-Blankenburg (1526–1570) | Albrecht X van Barby en Mühlingen (1534–1588) ⚭ 1559 Maria van Anhalt-Zerbst (1538–1563) | Albrecht X van Barby en Mühlingen (1534–1588) ⚭ 1559 Maria van Anhalt-Zerbst (1538–1563) | Albrecht X van Barby en Mühlingen (1534–1588) ⚭ 1559 Maria van Anhalt-Zerbst (1538–1563)                      | Albrecht X van Barby en Mühlingen (1534–1588) ⚭ 1559 Maria van Anhalt-Zerbst (1538–1563) | Albrecht X van Barby en Mühlingen (1534–1588) ⚭ 1559 Maria van Anhalt-Zerbst (1538–1563)   | Albrecht X van Barby en Mühlingen (1534–1588) ⚭ 1559 Maria van Anhalt-Zerbst (1538–1563)   | Albrecht X van Barby en Mühlingen (1534–1588) ⚭ 1559 Maria van Anhalt-Zerbst (1538–1563)                                                                        | Albrecht X van Barby en Mühlingen (1534–1588) ⚭ 1559 Maria van Anhalt-Zerbst (1538–1563)   |
| Ouders                                                | Josias I van Waldeck-Eisenberg (1554–1588) ⚭ 1582 Maria van Barby en Mühlingen (1563–1619)                                                      | Josias I van Waldeck-Eisenberg (1554–1588) ⚭ 1582 Maria van Barby en Mühlingen (1563–1619)                                   | Josias I van Waldeck-Eisenberg (1554–1588) ⚭ 1582 Maria van Barby en Mühlingen (1563–1619) | Josias I van Waldeck-Eisenberg (1554–1588) ⚭ 1582 Maria van Barby en Mühlingen (1563–1619) | Josias I van Waldeck-Eisenberg (1554–1588) ⚭ 1582 Maria van Barby en Mühlingen (1563–1619) | Josias I van Waldeck-Eisenberg (1554–1588) ⚭ 1582 Maria van Barby en Mühlingen (1563–1619)                                   | Josias I van Waldeck-Eisenberg (1554–1588) ⚭ 1582 Maria van Barby en Mühlingen (1563–1619) | Josias I van Waldeck-Eisenberg (1554–1588) ⚭ 1582 Maria van Barby en Mühlingen (1563–1619) | Josias I van Waldeck-Eisenberg (1554–1588) ⚭ 1582 Maria van Barby en Mühlingen (1563–1619) | Josias I van Waldeck-Eisenberg (1554–1588) ⚭ 1582 Maria van Barby en Mühlingen (1563–1619) | Josias I van Waldeck-Eisenberg (1554–1588) ⚭ 1582 Maria van Barby en Mühlingen (1563–1619)                    | Josias I van Waldeck-Eisenberg (1554–1588) ⚭ 1582 Maria van Barby en Mühlingen (1563–1619) | Josias I van Waldeck-Eisenberg (1554–1588) ⚭ 1582 Maria van Barby en Mühlingen (1563–1619) | Josias I van Waldeck-Eisenberg (1554–1588) ⚭ 1582 Maria van Barby en Mühlingen (1563–1619) | Josias I van Waldeck-Eisenberg (1554–1588) ⚭ 1582 Maria van Barby en Mühlingen (1563–1619)                                                                      | Josias I van Waldeck-Eisenberg (1554–1588) ⚭ 1582 Maria van Barby en Mühlingen (1563–1619) |
| Christiaan van Waldeck-Wildungen (1585–1637)          | | | | | | | | | | | | |                                                                                            |                                                                                            | |                                                                                            |
| Echtgenoot                                            | ⚭ 1604 Elisabeth van Nassau-Siegen (1584–1661)                                                                                                  | ⚭ 1604 Elisabeth van Nassau-Siegen (1584–1661)                                                                               | ⚭ 1604 Elisabeth van Nassau-Siegen (1584–1661) | ⚭ 1604 Elisabeth van Nassau-Siegen (1584–1661) | ⚭ 1604 Elisabeth van Nassau-Siegen (1584–1661) | ⚭ 1604 Elisabeth van Nassau-Siegen (1584–1661)                                                                               | ⚭ 1604 Elisabeth van Nassau-Siegen (1584–1661) | ⚭ 1604 Elisabeth van Nassau-Siegen (1584–1661) | ⚭ 1604 Elisabeth van Nassau-Siegen (1584–1661) | ⚭ 1604 Elisabeth van Nassau-Siegen (1584–1661) | ⚭ 1604 Elisabeth van Nassau-Siegen (1584–1661)                                                                | ⚭ 1604 Elisabeth van Nassau-Siegen (1584–1661) | ⚭ 1604 Elisabeth van Nassau-Siegen (1584–1661)                                             | ⚭ 1604 Elisabeth van Nassau-Siegen (1584–1661)                                             | ⚭ 1604 Elisabeth van Nassau-Siegen (1584–1661) | ⚭ 1604 Elisabeth van Nassau-Siegen (1584–1661)                                             |
| Kinderen                                              | Maria Magdalena van Waldeck-Wildungen (1606–1671) ⚭ 1623 Simon VII ‘de Vrome’ van Lippe-Detmold (1587–1627)                                     | Sofia Juliana van Waldeck-Wildungen (1607–1637) ⚭ 1633 Herman van Hessen-Rotenburg (1607–1658)                               | Anna Augusta van Waldeck-Wildungen (1608–1658) ⚭ 1627 Johan VIII van Sayn-Wittgenstein-Hohenstein (1601–1657) | Anna Augusta van Waldeck-Wildungen (1608–1658) ⚭ 1627 Johan VIII van Sayn-Wittgenstein-Hohenstein (1601–1657) | Elisabeth van Waldeck-Wildungen (1610–1647) ⚭ 1634 Willem Wirich van Daun-Falkenstein (1613–1682) | Maurits van Waldeck-Wildungen (1611–1617)                                                                                    | Catharina van Waldeck-Wildungen (1612–1649) ⚭ 1631 Simon Lodewijk van Lippe-Detmold (1610–1636) ⚭ 1641 Filips Lodewijk van Sleeswijk-Holstein-Sonderburg-Wiesenburg (1620–1689)                                                | Filips VII van Waldeck-Wildungen (1613–1645) ⚭ 1634 Anna Catharina van Sayn-Wittgenstein (1610–1690) | Christina van Waldeck-Wildungen (1614–1666) ⚭ 1642 Ernst van Sayn-Wittgenstein-Homburg (1599–1649) | Dorothea van Waldeck-Wildungen (1617–na 1669) ⚭ 1641 Emich XIII van Leiningen-Dagsburg-Falkenburg (1612–1657) | Agnes van Waldeck-Wildungen (1618–1651) ⚭ 1651 Johan Filips III van Leiningen-Dagsburg-Emichsburg (1622–1666) | Sibylla van Waldeck-Wildungen (1619–1678) ⚭ 1644 Frederik Emich van Leiningen-Dagsburg-Hartenburg (1621–1698) | Johanna Agatha van Waldeck-Wildungen (1620–1638)                                           | Gabriël van Waldeck-Wildungen (1621–1624)                                                  | Johan II van Waldeck-Landau (1623–1668) ⚭ 1644 Alexandrine Maria Gräfin von Vehlen und Meggen (?–1662) ⚭ 1667 Henrica Dorothea van Hessen-Darmstadt (1641–1672) | Louise van Waldeck-Wildungen (1625–?) ⚭ Gerhard Ludwig Freiherr von Effern (?–?)           |
| Kleinkinderen                                         | 1. Sophia Elisabeth van Lippe-Detmold (1624–1688) 2. Joost Herman van Lippe-Biesterfeld (1625–1678) 3. Christiaan van Lippe-Detmold (1626–1636) | 1. Doodgeboren zoon (1634) 2. Juliana van Hessen-Rotenburg (1636–1636)                                                       | 1. Lodewijk Christiaan van Sayn-Wittgenstein-Hohenstein (1629–1683) 2. George Willem van Sayn-Wittgenstein-Hohenstein (1630–1657) 3. Johan Frederik van Sayn-Wittgenstein-Hohenstein (1631–1656) 4. Gustaaf van Sayn-Wittgenstein-Hohenstein (1633–1701) 5. Elisabeth Juliana van Sayn-Wittgenstein-Hohenstein (1634–1689) 6. Anna Sophia van Sayn-Wittgenstein-Hohenstein (1635–?) 7. Hendrik van Sayn-Wittgenstein-Hohenstein (1637–1637) 8. Augusta van Sayn-Wittgenstein-Hohenstein (1638–1669) 9. Otto van Sayn-Wittgenstein-Hohenstein (1639–1683) 10. Christiana Louise van Sayn-Wittgenstein-Hohenstein (1640–?) 11. Maria Magdalena van Sayn-Wittgenstein-Hohenstein (1641–1701) 12. Frederik Willem van Sayn-Wittgenstein-Hohenstein (1643–1644) 13. Elisabeth Charlotte van Sayn-Wittgenstein-Hohenstein (1644–1698) 14. Christina van Sayn-Wittgenstein-Hohenstein (1645–?) 15. Frederik Willem van Sayn-Wittgenstein-Vallendar (1647–1685) 16. Concordia van Sayn-Wittgenstein-Hohenstein (1648–1683) 17. Louise Philippine van Sayn-Wittgenstein-Hohenstein (1652–1722) | 1. Lodewijk Christiaan van Sayn-Wittgenstein-Hohenstein (1629–1683) 2. George Willem van Sayn-Wittgenstein-Hohenstein (1630–1657) 3. Johan Frederik van Sayn-Wittgenstein-Hohenstein (1631–1656) 4. Gustaaf van Sayn-Wittgenstein-Hohenstein (1633–1701) 5. Elisabeth Juliana van Sayn-Wittgenstein-Hohenstein (1634–1689) 6. Anna Sophia van Sayn-Wittgenstein-Hohenstein (1635–?) 7. Hendrik van Sayn-Wittgenstein-Hohenstein (1637–1637) 8. Augusta van Sayn-Wittgenstein-Hohenstein (1638–1669) 9. Otto van Sayn-Wittgenstein-Hohenstein (1639–1683) 10. Christiana Louise van Sayn-Wittgenstein-Hohenstein (1640–?) 11. Maria Magdalena van Sayn-Wittgenstein-Hohenstein (1641–1701) 12. Frederik Willem van Sayn-Wittgenstein-Hohenstein (1643–1644) 13. Elisabeth Charlotte van Sayn-Wittgenstein-Hohenstein (1644–1698) 14. Christina van Sayn-Wittgenstein-Hohenstein (1645–?) 15. Frederik Willem van Sayn-Wittgenstein-Vallendar (1647–1685) 16. Concordia van Sayn-Wittgenstein-Hohenstein (1648–1683) 17. Louise Philippine van Sayn-Wittgenstein-Hohenstein (1652–1722) | 1. Anna Elisabeth van Daun-Falkenstein (1636–1673) 2. Ferdinand van Daun-Falkenstein (1636–1642) 3. Carolina Augusta van Daun-Falkenstein (1637–?) 4. Amalia Sibylla van Daun-Falkenstein (1639–?) 5. Christina Louise van Daun-Falkenstein (1640–1702) 6. Wilhelmina Sibylla van Daun-Falkenstein (?–?) 7. Karel van Daun-Falkenstein (?–1659) 8. Willem van Daun-Falkenstein (?–?) 9. Johanna Sophia van Daun-Falkenstein (?–?) 10. Hollandina Juliana van Daun-Falkenstein (?–?) | – | 1. Simon Filips van Lippe-Detmold (1632–1650) 2. Herman Otto van Lippe-Detmold (1633–1646) 3. Lodewijk Christiaan van Lippe-Detmold (1636–1646) 4. Dorothea Elisabeth van Sleeswijk-Holstein-Sonderburg-Wiesenburg (1645–1725) | 1. Christiaan Lodewijk van Waldeck-Wildungen (1635–1706) 2. Josias II van Waldeck-Wildungen (1636–1669) 3. Juliana Elisabeth van Waldeck-Wildungen (1637–1707) 4. Anna Sophia van Waldeck-Wildungen (1639–1646) 5. Johanna van Waldeck-Wildungen (1639–1639) 6. Philippina van Waldeck-Wildungen (1643–1644) | 1. Christiane Elisabeth van Sayn-Wittgenstein-Homburg (1643–1678) 2. Filips Ernst van Sayn-Wittgenstein-Homburg (1645–1673) 3. Josias van Sayn-Wittgenstein-Homburg (?–1647) 4. Christiaan van Sayn-Wittgenstein-Homburg (1647–1704) 5. Karel Otto van Sayn-Wittgenstein-Homburg (1648–1709) | 1. Emich Christiaan van Leiningen-Dagsburg-Falkenburg (1642–1702) 2. Johan Lodewijk van Leiningen-Dagsburg-Falkenburg-Guntersblum (1643–1687) 3. Beatrix Elisabeth van Leiningen-Dagsburg-Falkenburg (1644–1644) 4. Diederik van Leiningen-Dagsburg-Falkenburg (1647–1651) 5. Anna Eleonora van Leiningen-Dagsburg-Falkenburg (1650–1661) 6. Alexandrina Juliana van Leiningen-Dagsburg-Falkenburg (1651–1703) | 1. Margaretha van Leiningen-Dagsburg-Emichsburg (1651–?)                                                      | 1. Maria Elisabeth van Leiningen-Dagsburg-Hartenburg (1648–1724) 2. Emich XIV van Leiningen-Dagsburg-Hartenburg (1649–1684) 3. Christiane Magdalena van Leiningen-Dagsburg-Hartenburg (1650–1683) 4. Dorothea Sibylla van Leiningen-Dagsburg-Hartenburg (1652–1658) 5. Charlotte Louise van Leiningen-Dagsburg-Hartenburg (1653–1713) 6. Sophia Juliana van Leiningen-Dagsburg-Hartenburg (1654–1716) 7. Johan Frederik van Leiningen-Dagsburg-Hartenburg (1661–1722) 8. Maria Polyxena van Leiningen-Dagsburg-Hartenburg (1663–1725) | –                                                                                          | –                                                                                          | – | 1. Christian Adolf Freiherr von Effern (1648–?) 2. Dochter (?–?)                           |